# BIT.TRIP
BIT.TRIP（ビットトリップ）は、アメリカのインディーゲームスタジオChoice Provisions（旧：Gaijin Games）が開発したコンピュータゲームシリーズ。

## 概要
主人公キャラクターのコマンダービデオ（CommanderVideo、日本語版では「リズム星人」とも表記）が様々な空間を冒険するシリーズで、初期6作品として『BIT.TRIP BEAT』『BIT.TRIP CORE』『BIT.TRIP VOID』『BIT.TRIP RUNNER』『BIT.TRIP FATE』『BIT.TRIP FLUX』が発売された。いずれもシンプルなゲーム性とテクノポップのBGMを特徴としている。ゲームジャンルは作品ごとに異なるが、共通の要素として、ゲームプレイで好調な状態が続くとBGMやグラフィックが豪華になっていき、逆に失敗が続くと地味になるという仕様がある。6作品のうち『BIT.TRIP RUNNER』が人気となり、後にシリーズ化されている。
本シリーズでは、ビジュアルや音楽などにおいてレトロゲームのスタイルが採用されている。これは、Choice Provisionsの開発陣が子供のころに遊んでいたAtari 2600のゲームの感触と体験を再現したいという考えによるもので、現代的な感性を加えて深みを持たせることを目標に制作された。

## シリーズ作品一覧

### BIT.TRIP BEAT
『BIT.TRIP BEAT』（ビットトリップビート）は、2009年3月16日にWiiウェアとして発売され、iOS、Microsoft Windows、OS X、Android、Linux、Nintendo Switch向けにも発売されている。
黎明期のコンピュータゲームの『ポン』のようなシステムで、画面左にあるバーを上下に操作し、画面右からBGMのリズムに合わせて次々に飛んでくるビット（球）を跳ね返していく。ゲームが進行するにつれて、ビットの数が増加したりスピードが上昇したり軌道が複雑になったりなどする。
2011年のIndependent Games Festival Awardsで「Excellence In Audio」部門にノミネートされた。

### BIT.TRIP CORE
『BIT.TRIP CORE』（ビットトリップコア）は、2009年7月6日にWiiウェアとして発売され、Microsoft Windows、OS X、Nintendo Switch向けにも発売されている。日本のWiiウェア版は『BIT.TRIP CORE 〜リズム星人の逆襲〜』のタイトルを用いている。
画面上を飛び交うビットに対して、上下左右4方向いずれかを指定後に画面中央の十字型の物体からレーザーを発射し破壊していく。ゲームが進行すると、一定時間上下または左右の2方向にレーザーを同時発射する「MULTI-BEAM」や、一定時間レーザーを出し続けることができる「ULTRA-BEAM」を入手できる。また、画面上のビットを全て消滅させるボムを1ゲーム内で1度だけ使用可能。

### BIT.TRIP VOID
『BIT.TRIP VOID』（ビットトリップボイド）は、2009年10月27日にWiiウェアとして発売され、Microsoft Windows、OS X、Nintendo Switch向けにも発売されている。日本のWiiウェア版は『BIT.TRIP VOID 〜リズム星人の弾幕〜』のタイトルを用いている。
黒い球を操作し、画面上で次々に流れてくる黒いビットと白いビットのうち黒いビットのみを取得し白いビットを避けながらゴール地点を目指す。黒いビットを取るごとに黒い球のサイズが大きくなっていくため、定期的にポップ（サイズ縮小）を行う必要がある。

### BIT.TRIP RUNNER
『BIT.TRIP RUNNER』（ビットトリップランナー）は、2010年5月14日にWiiウェアとして発売され、Microsoft Windows、OS X、Linux、Nintendo Switch向けにも発売されている。日本のWiiウェア版は『BIT.TRIP RUNNER 〜リズム星人の激走〜』のタイトルを用いている。
サイドビューの各ステージで左から右に向けて自動的に走り続けるコマンダービデオを操作し、ステージ内にある金塊を取得しながらゴール地点への到達を目指すランアクションゲーム。コマンダービデオは、ジャンプ、スライディング（姿勢を低くして障害物を避ける）、キック（一部の障害物を破壊する）、スプリング（一部の仕掛けを踏むと大ジャンプする）、ブロック（前方からの飛来物を防ぐ）のアクションを用いる。ステージ内の金塊を全て取得するとクリア後にボーナスステージが開始される。障害物にぶつかったり穴に落ちたりするとスタート地点から再開となるがゲームオーバーはない。
初期6作品のうち他の5作品は抽象的な空間を舞台としているが、本作のみグラフィックの毛色が異なり、現実世界のような空間が舞台となっている。
2011年のIndependent Games Festival Awardsで「Excellence In Visual Art」部門を受賞した。

### BIT.TRIP FATE
『BIT.TRIP FATE』（ビットトリップフェイト）は、2010年10月25日にWiiウェアとして発売され、Microsoft Windows、OS X、Nintendo Switch向けにも発売されている。
サイドビューの各ステージに張られたワイヤー上でコマンダービデオを移動させつつ、照準を動かして弾を発射し敵を倒していくツインスティックシューティングゲーム。ワイヤーの途中にいる仲間に触れると、様々な種類の弾を発射できるようになる。

### BIT.TRIP FLUX
『BIT.TRIP FLUX』（ビットトリップフラックス）は、2011年2月25日にWiiウェアとして発売され、Microsoft Windows、OS X、Nintendo Switch向けにも発売されている。
シリーズ1作目の『BIT.TRIP BEAT』と非常に似たシステムで、画面右にあるバーを上下に操作し、画面左から次々に飛んでくるビットを跳ね返していく。「BEAT」よりもビットの軌道が複雑になったほか、演出面がより派手になっている。また、一部の場面では『BIT.TRIP VOID』のように白いビットを避ける要素もある。

### BIT.TRIP SAGA / BIT.TRIP COMPLATE
『BIT.TRIP SAGA』はニンテンドー3DS用ソフトとして、『BIT.TRIP COMPLATE』はWii用ソフトとして2011年9月13日に同時発売された。初期6作品が収録されているオムニバス作品。日本ではニンテンドー3DS版の「SAGA」のみ2013年7月10日に発売された。
収録作品のうち、『BIT.TRIP FATE』と『BIT.TRIP FLUX』は日本での初リリースとなる。

### Bit Trip Presents... Runner 2 リズム星人の爆走
『Bit Trip Presents... Runner 2 リズム星人の爆走』（原題：Bit.Trip Presents... Runner2: Future Legend of Rhythm Alien）は、2013年2月26日にSteam/Wii U用ソフトとして発売され、Xbox 360、PlayStation 3、iOS、PlayStation Vita、PlayStation 4向けにも発売されている。
『BIT.TRIP RUNNER』の最終決戦で倒したボスのティンブルトット（Timbletot）から反撃のビームを受けて異次元に飛ばされたコマンダービデオが元の世界への帰還を目指して冒険する。本作のタイトルが『BIT.TRIP RUNNER 2』ではない理由として、Choice Provisions（Gaijin Games）のAlex Neuseは、本作の作風がこれまでのBIT.TRIPシリーズのようなレトロテイストではないことからプレイヤーを混乱させる可能性があるためと語っている。
基本的なシステムは『BIT.TRIP RUNNER』を踏襲しているが、コマンダービデオの新規アクションとして、円形や四角形の地形でそれぞれコントローラのスティックや対応ボタンを操作するものや、スライディングしながらのジャンプやキック、レールにぶら下がる操作が追加されたほか、ステージ内にはリスタート地点となるチェックポイントや難易度の異なるルートを選択する分岐ポイントが設置された。また、コマンダービデオ以外の操作キャラクターとして初期段階でCommandgirlVideoに変更でき、ゲームの進行により他のキャラクター（Unkle Dill、Reverse Merman、Whetfart Cheesebörger、Pitazo、CaptainVideo、RetroCommanderVideo（『BIT.TRIP RUNNER』風のコマンダービデオ））にも変更できるようになる。
作品内のナレーターとして、任天堂のマリオシリーズの主人公マリオの声で知られるチャールズ・マーティネーを起用している。
海外版では、有料DLC「Good Friends Character Pack」により、以下のインディーゲームキャラクターおよび特殊キャラクターが操作キャラクターとして追加される。
- Raz（Psychonauts）
- Quote（洞窟物語）
- Dr. Fetus（Super Meat Boy）
- Josef（マシナリウム）
- Spelunky Guy（Spelunky）※原作では公式名が存在しない。
- Atlas（Portal 2）※Steam版限定。
- Invisible CommanderVideo ※コマンダービデオの体が透明になったという設定で、プレイ時には操作キャラクターが表示されない。

### THE BIT.TRIP
『THE BIT.TRIP』は、2015年12月5日にPlayStation 4/PlayStation Vita用ソフトとして発売された。日本では未発売。
『BIT.TRIP SAGA』『BIT.TRIP COMPLATE』と同じく初期6作品を収録した内容だが、PlayStationシリーズのアチーブメントシステムであるトロフィーに対応している。

### Runner3
『Runner3』は、2018年5月22日にSteam/Nintendo Switch用ソフトとして発売され、PlayStation 4向けにも発売されている。日本語版は未発売。
前作『Runner2』の物語は『BIT.TRIP RUNNER』の直後という設定だったが、本作は過去作とのつながりが明示されていない。
新たなアクションとして空中でもう一度ジャンプできるダブルジャンプが追加されたほか、飛行機やトロッコなどの乗り物に乗る場面では操作方法や操作視点が通常と異なるものになる。また、本作のボーナスステージでは、シリーズで初めてコマンダービデオを自由に動かすことができ、ここで集めたコイン「Gildan」はアイテムショップでコスチュームなどと交換できる。
特定の目的をこなすサイドクエスト「Hero Quests」をクリアすると、コマンダービデオ以外の操作キャラクターとして、BIT.TRIPの世界観のキャラクター（CommandgirlVideo、Unkle Dill、Awnty Rewty、Frank 'N Stein、Sadbot、The Defector）のほか、以下のインディーゲームキャラクターや、前作に続きナレーターを担当しているチャールズ・マーティネーをモチーフにしたキャラクターが選択可能となる。『Runner2』の時とは違いキャラクターの入手に課金は必要ない。
- Dave Lonuts（Woah Dave!（英語版））
- Eddie Riggs（Brütal Legend（英語版））
- Shovel Knight（ショベルナイト）
- The Narrator（マーティネーをモチーフにしたキャラクター）

### BIT.TRIP RERUNNER
『BIT.TRIP RERUNNER』は、2023年9月19日にSteam用ソフトとして発売され、PlayStation 5、Xbox Series X/S向けにも発売されている。『BIT.TRIP RUNNER』のリメイク作品。

## BIT.TRIPの要素が登場する作品
- Super Meat Boy - Team Meat開発のアクションゲーム。操作キャラクターの一人としてコマンダービデオが登場。
- Retro City Rampage（英語版） - Vblank Entertainment開発のアクションアドベンチャーゲーム。作品内のミニゲームとして『BIT.TRIP RUNNER』をモチーフにした「BIT.TRIP RETRO CITY」があり、これをクリアするとゲーム本編で操作キャラクターをコマンダービデオに変更できるようになる。
- Ridiculous Fishing（英語版） - Vlambeer（英語版）開発の釣りゲーム。コマンダービデオが釣れることがある[12]。
- UFHO2 - Tiny Colossus開発の対戦ストラテジーゲーム。操作キャラクターの一人としてコマンダービデオが登場するが姿は原作と異なり、ゼリー状の体を持つ設定になっている[13]。
- 大乱闘スマッシュブラザーズ for Wii U - 任天堂発売の対戦アクションゲーム。作品内で鑑賞できるフィギュアの一つとしてコマンダービデオが登場[12]。
- Runbow - 13AM Games開発のアクションゲーム。操作キャラクターとしてコマンダービデオとコマンダーガールビデオ（CommandgirlVideo）が登場[14]。
- Indie Pogo（英語版） - Lowe Bros. Studios開発の対戦アクションゲーム。操作キャラクターの一人としてコマンダービデオが登場。また、対戦ステージとして『Runner2』のボーナスステージをモチーフにした「Retro Zone」が登場する。
- Fraymakers（英語版） - McLeodGaming開発の対戦アクションゲーム。操作キャラクターの一人としてコマンダービデオが登場。